# Ferdinand Cheval
Ferdinand Cheval (Charmes-sur-l'Herbasse Ródano-Alpes, 19 de abril de 1836-Hauterives, 19 de agosto de 1924) fue un cartero francés, famoso por haber construido un palacio. Considerado uno de los máximos exponentes del arte marginal, la película Palais idéal es un homenaje a su vida y obra.

## Biografía

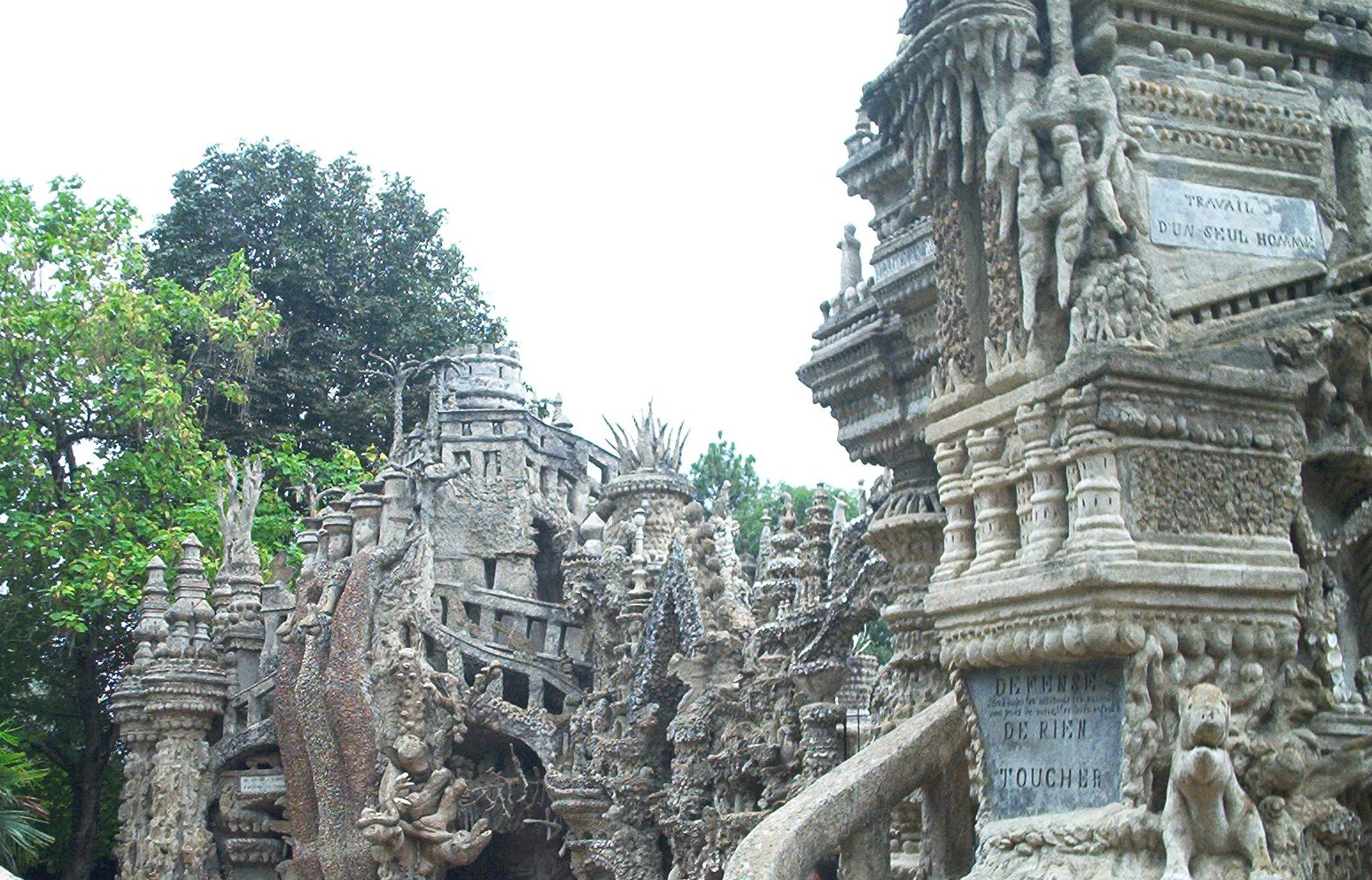
El "Palais Idéal" de Cheval.

Ferdinand Cheval vivió en Châteauneuf-de-Galaure, en el departamento del Drôme. Abandonó la escuela a los 13 años para ser aprendiz de panadero, pero finalmente se convirtió en cartero.
En 1858 se casó con su primera esposa, Rosaline Revol y tuvieron dos hijos. Rosaline murió en 1873. Cinco años más tarde, Cheval conoció a Claire-Philomène Richaud y se casó con ella[5]. Su dote incluía el terreno sobre el que hoy se levanta el Palais Idéal.

### Palais Idéal
Comenzó su singular construcción en abril de 1879. Según declaró, se tropezó con una piedra y encontró la inspiración en su forma. Al día siguiente volvió al mismo lugar y empezó a recoger piedras. 
Durante los siguientes 33 años, Cheval aprovechó su ruta postal para recolectar piedras y llevarlas a su casa. Transportaba el material en los bolsillos, luego en una cesta y finalmente en una carretilla.  A menudo trabajaba de noche, a la luz de una lámpara de aceite.  Sus vecinos lo consideraban una especie de tonto del pueblo.
Cheval pasó las dos primeras décadas levantando los muros exteriores. El castillo muestra una mezcla de estilos con inspiraciones bíblicas y de la mitología hindú. Cheval unió las piedras con cal, mortero y cemento.
La decoración recuerda aspectos tanto del Pabellón Real de Brighton (Inglaterra) como de la Sagrada Familia de Antoni Gaudí. Cheval no viajaba e incluso se había dado a sí mismo el título de campesino, por lo que, aunque algunas cualidades de su obra se asemejan a esas obras de arte, nunca las había visto.
El palacio está salpicado de citas cortas y poemas, tallados a mano por el propio Cheval. Algunos ejemplos son «Si buscas oro, lo encontrarás en la grasa de los codos», «El Panteón de un héroe oscuro», «La obra de un hombre», «De un sueño he sacado a la Reina del Mundo», «Esto es de arte y de energía», «El éxtasis de un hermoso sueño y el premio del esfuerzo», «Sueño de un campesino», «Templo de la Vida» y «Palacio de la Imaginación». Quizá la frase más emblemática que inscribió en el muro reza: «1879-1912 10.000 días, 93.000 horas, 33 años de lucha. Que lo intenten los que crean que pueden hacerlo mejor".

### El mausoleo de Cheval
Cheval también quería ser enterrado en su palacio. Sin embargo, cuando las autoridades francesas se lo prohibieron, pasó ocho años más construyéndose un mausoleo en el cementerio de Hauterives. Murió el 19 de agosto de 1924, aproximadamente un año después de haber terminado de construirlo, y está enterrado allí.

## Reconocimiento
Justo antes de su muerte, Cheval recibió el reconocimiento de personalidades como André Breton, Bernard Buffet, Niki de Saint Phalle, Robert Doisneau y Pablo Picasso. Su obra es conmemorada en un ensayo de Anaïs Nin. En 1932, el artista alemán Max Ernst creó un collage titulado El cartero Cheval. El collage pertenece a la Colección Peggy Guggenheim y está expuesto allí. En 1958, Ado Kyrou produjo Le Palais idéal, un cortometraje sobre el palacio de Cheval.

## Patrimonio Cultural Francés
La admiración que expresaron André Breton, Max Ernst y Pablo Picasso animó a André Malraux a declararlo Patrimonio Cultural, fue en 1969 cuando era ministro de cultura. Así aseguró su conservación. No lo tuvo fácil, porque muchos de sus compañeros se mostraron contrarios y alguno de ellos llegó a decir que la obra no tenía interés cultural y que era una "aberración estética".Hoy en día, el palacio es un monumento protegido y está abierto al público.

## Galería

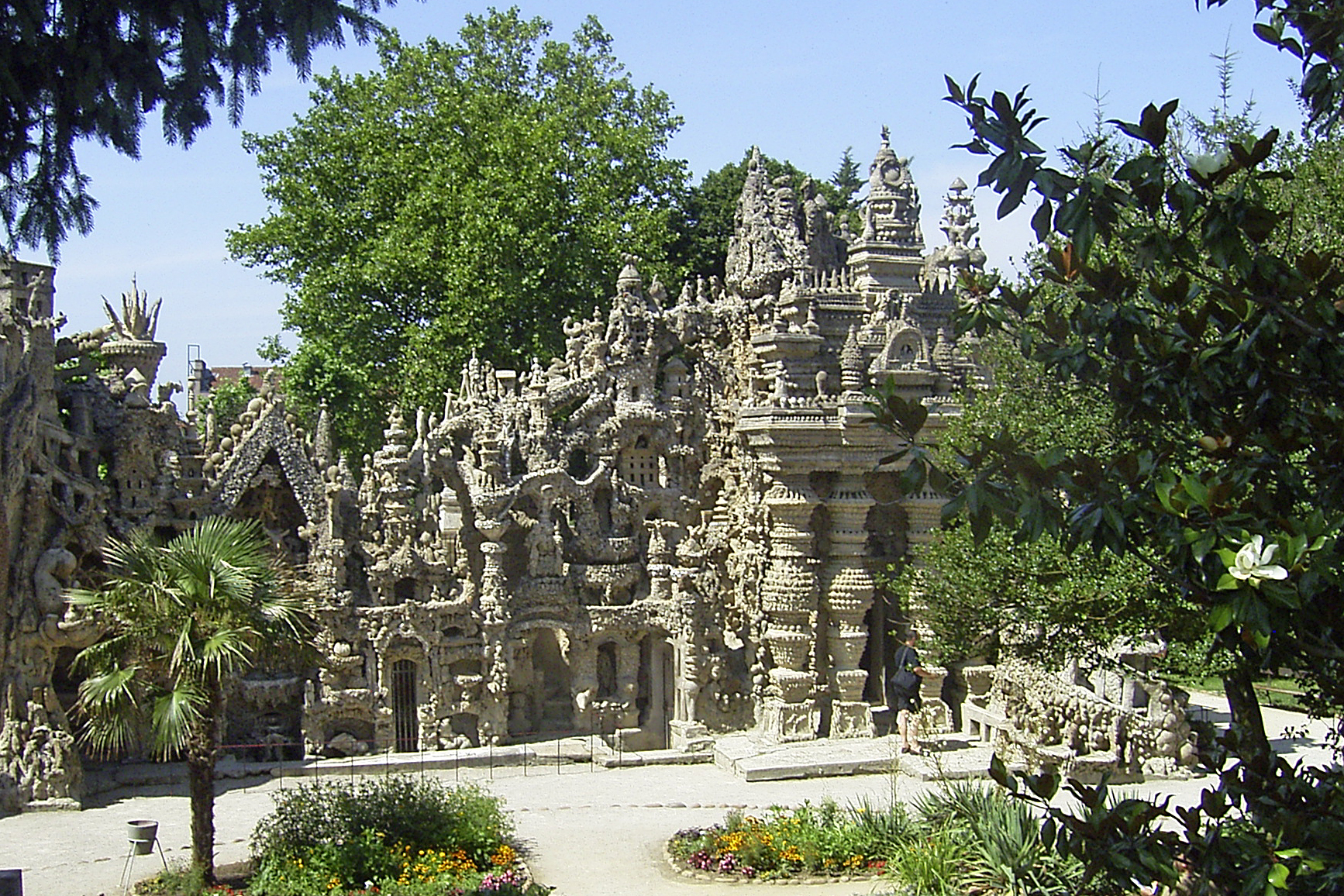
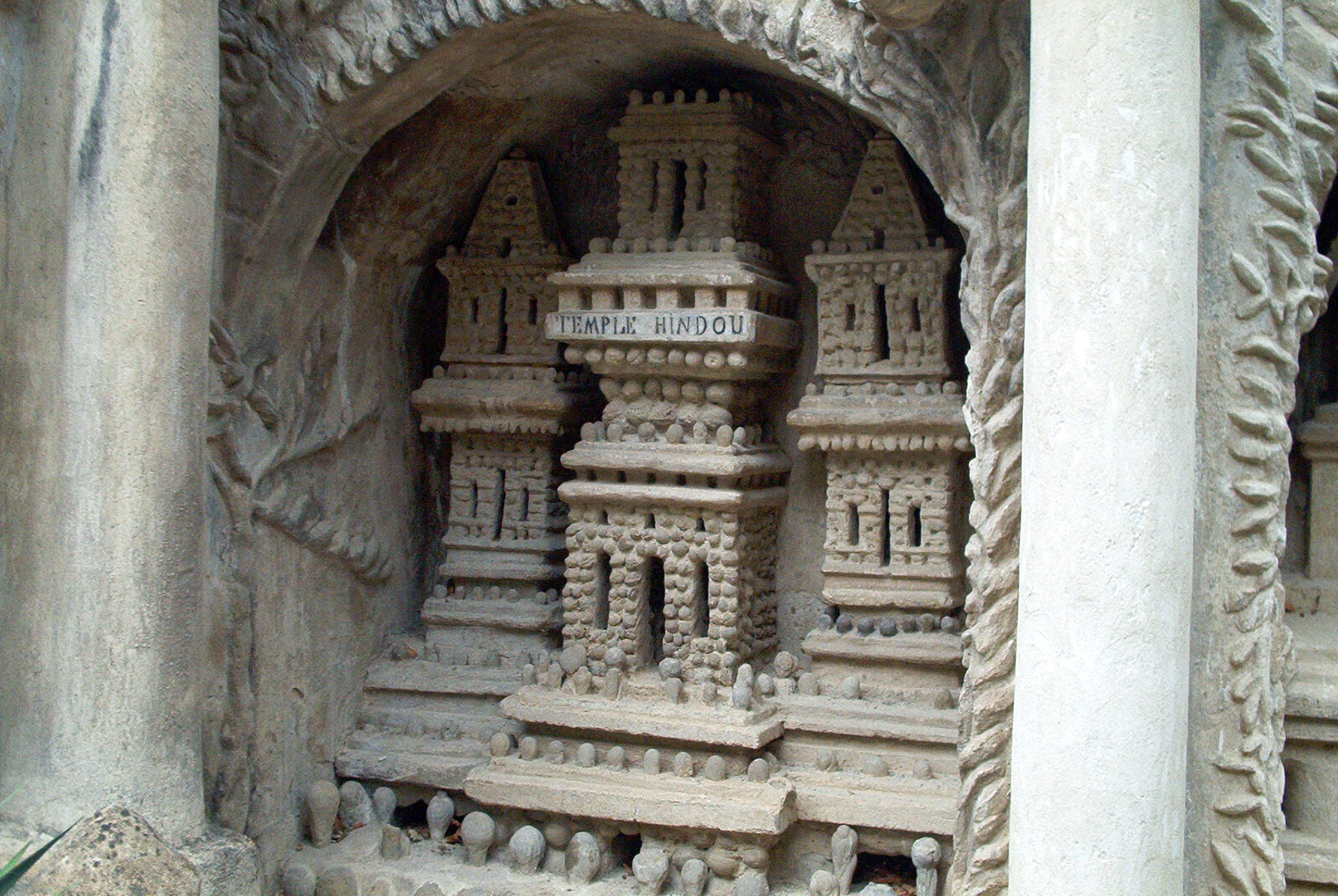
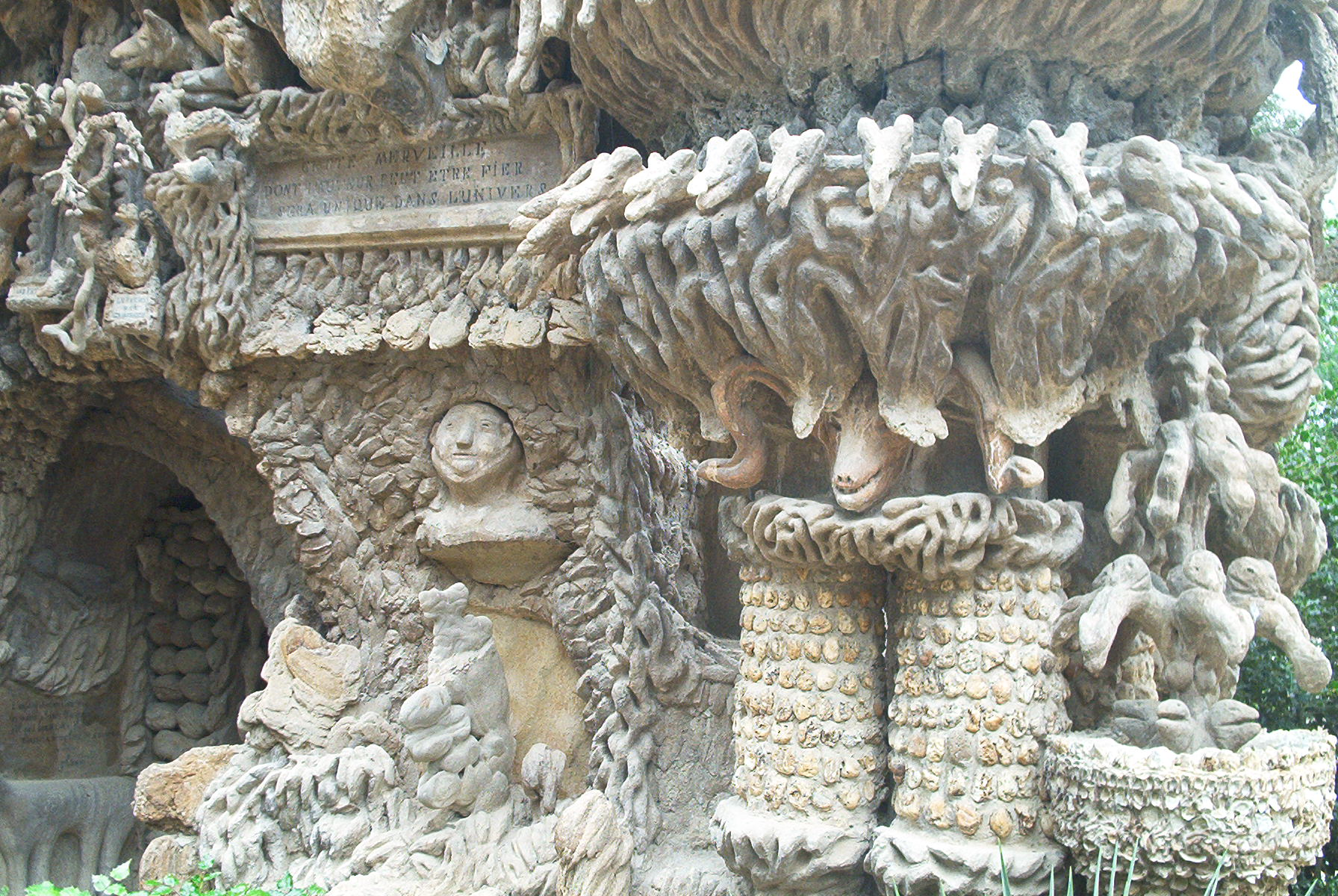
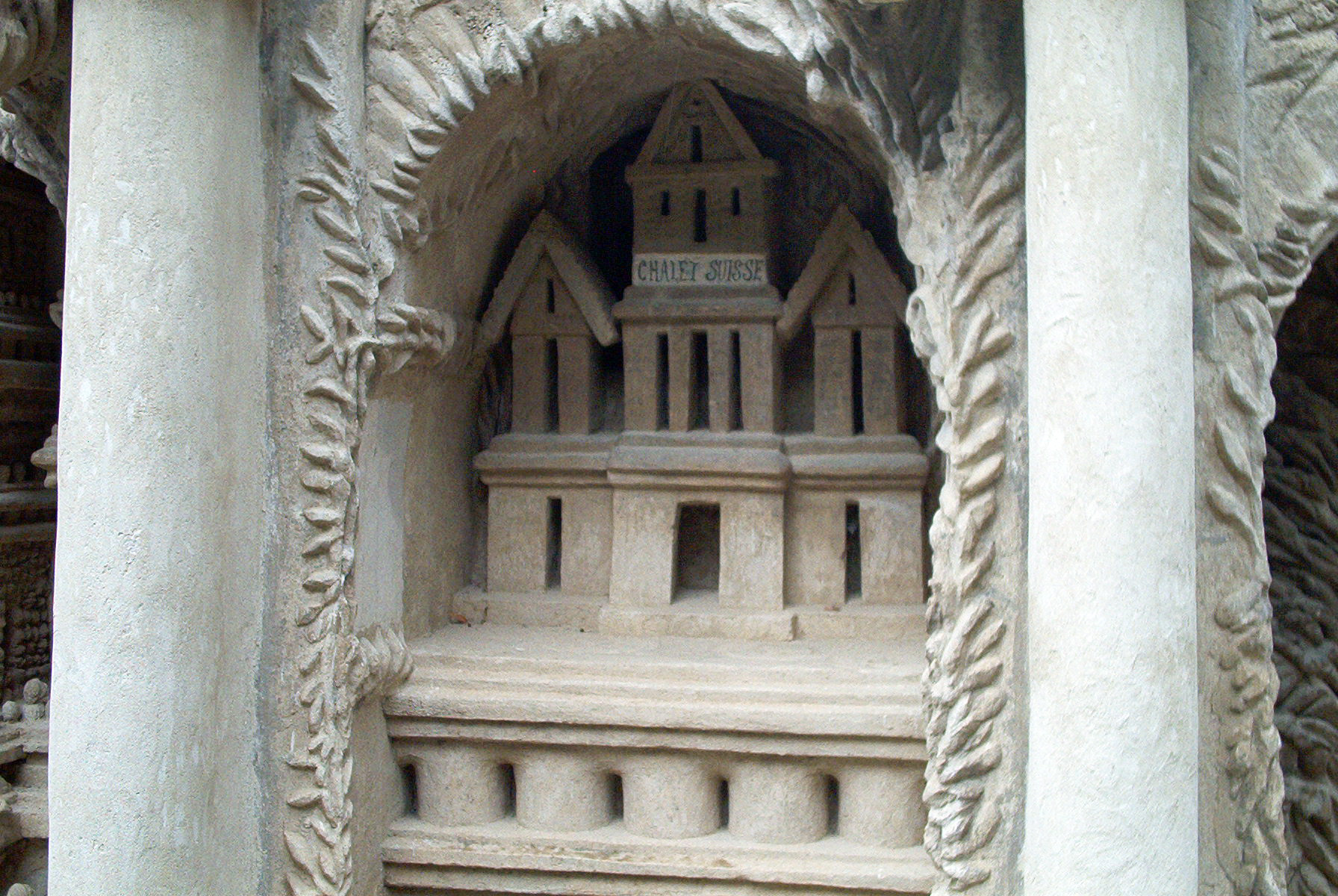